# Доротея Шлезвиг-Гольштейн-Зондербург-Бекская
Доротея Шлезвиг-Гольштейн-Зондербург-Бекская (нем. Dorothea von Schleswig-Holstein-Sonderburg-Beck; 24 ноября 1685 — 25 декабря 1761) — принцесса из Ольденбургской династии, в замужестве маркграфиня Бранденбург-Байрейтская.

## Биография
Доротея — старшая дочь герцога Фридриха Людвига Шлезвиг-Гольштейн-Зондербург-Бекского и его супруги Луизы Шарлотты Шлезвиг-Гольштейн-Зондербург-Августенбургской.
17 апреля 1709 года в Берлине Доротея вышла замуж за маркграфа Георга Фридриха Карла Бранденбург-Байрейтского. Супруги поселились в Веферлингене. Брак Доротеи и маркграфа Георга Фридриха Карла был расторгнут 3 декабря 1716 года по причине «несоблюдения супружеской верности». После развода Доротея находилась в заключении в ансбахской крепости Вюльцбург, затем в Альтенхофе под Бамбергом и в конце концов в крепости Лауэнштейн в Альтенбурге. Дети Доротеи воспитывались бабушкой.
В 1726 году маркграф Георг Фридрих Карл унаследовал власть в княжестве Байрейт и переехал туда из Веферлингена. Маркграф не мог смириться с тем, что его бывшая супруга носит титул маркграфини Бранденбург-Байрейтской. Гофмейстер при дворе в Веферлингене фон Бремер в 1734 году вывез Доротею в Швецию под псевдонимом «Доротея фон Цайдевиц» на условии, что там она останется навсегда. До 1751 года Доротея проживала в Ингесторпе у супруги Бремера. В 1751 году шведский граф Нилс Юлиус фон Левенхаупрт, обер-гофмейстер байрейтского двора, перевёз 66-летнюю Доротею в своё поместье под Кальмаром, очевидно, по указанию или с согласия её сына маркграфа Фридриха III. Её ежегодный апанаж был повышен до тысячи гульденов. Тем не менее, Фридрих строго следовал жёстким указаниям отцовского завещания 1735 года, согласно которому его мать никогда не должна была ступить на байрейтскую землю.

## Потомки
В браке с маркграфом Георгом Фридрихом Карлом родились:
- София Кристиана Луиза (1710—1739), замужем за князем Александром Фердинандом Турн-и-Таксисом (1704—1773)
- Фридрих (1711—1763), маркграф Бранденбург-Байрейта, женат на Вильгельмине Прусской (1709—1758), затем на Софии Каролине Брауншвейг-Вольфенбюттельской (1737—1817)
- Вильгельм Эрнст (1712—1733)
- София Шарлотта Альбертина (1713—1747), замужем за герцогом Эрнстом Августом I Саксен-Веймар-Эйзенахским (1688—1748)
- Вильгельмина София (1714—1749), замужем за князем Карлом Эдцардом Ост-Фрисландским (1716—1744)